# جان كولن
جان كولن (بالإنجليزية: Jean Colin)‏ هي ممثلة بريطانية (وحملت سابقاً جنسية المملكة المتحدة لبريطانيا العظمى وأيرلندا)، ولدت في 24 مارس 1905 بإنجلترا في المملكة المتحدة، وتوفيت في 7 مارس 1989 بلندن في المملكة المتحدة.

## وصلات خارجية
- جان كولن على موقع IMDb (الإنجليزية)
- جان كولن على موقع ديسكوغز (الإنجليزية)
- جان كولن على موقع قاعدة بيانات الفيلم (الإنجليزية)